# Lellinge Sogn
Lellinge Sogn , früher Laelinge (von altnordisch lá, ‚Wasser‘),
ist eine Kirchspielsgemeinde (dän.: Sogn)
auf der Insel Sjælland im südlichen Dänemark.
Bis 1970 gehörte sie zur Harde Bjæverskov Herred im damaligen Præstø Amt, danach zur Køge Kommune im Roskilde Amt, die im Zuge der  Kommunalreform zum 1. Januar 2007 in der „neuen“ Køge Kommune in der Region Sjælland aufgegangen ist.
Im Kirchspiel leben 1003 Einwohner, davon 740 im Kirchdorf (Stand: 1. Januar 2023).
Im Kirchspiel liegt die Kirche „Lellinge Kirke“.
Nachbargemeinden sind im Norden Højelse Sogn, im Osten Køge Sogn, im Süden Herfølge Sogn, im Südwesten Lidemark Sogn und im Westen Bjæverskov Sogn.

## Söhne und Töchter
- Christian Nifanius (1629–1689), lutherischer Theologe und Geistlicher